# Tim Coronel
Tim Coronel (ur. 5 kwietnia 1972 roku w Naarden) – holenderski kierowca wyścigowy.

## Kariera
Coronel rozpoczął karierę w wyścigach samochodowych w 1994 roku od startów w Citroen AX GTI Cup Netherlands, gdzie zdobył tytuł mistrzowski. W późniejszych latach Holender pojawiał się także w stawce Europejskiej Formuły Opel, Włoskiej Formuły 3, Niemieckiej Formuły 3, Auto Trader Dutch Touring Car Championship, Dutch Winter Endurance Series, Pearle Alfa 147 GTA Challenge, German Touring Car Challenge, European Alfa Challenge, DMSB Produktionswagen Meisterschaft Division 1, orsche GT3 Cup Challenge, BenQ-Siemens BMW 130i Cup, EAT Leon Eurocup, Volkswagen Endurance Cup Netherlands, World Touring Car Championship, SEAT Leon Supercopa Spain, Mégane Trophy Eurocup oraz HDI-Gerling Dutch GT Championship.
W World Touring Car Championship Holender startował w latach 2009-2010. Jednak nigdy nie zdobywał punktów. Podczas pierwszego wyścigu czeskiej rundy w sezonie 2009 uplasował się na dwunastej pozycji, co było jego najlepszym wynikiem w mistrzostwach.

## Życie prywatne
Jest bratem bliźniakiem kierowcy World Touring Car Championship Toma Coronela.